# Boys' Town FC
Boys' Town FC is een Jamaicaanse voetbalclub uit Kingston die speelt in de Jamaican National Premier League.

## Erelijst
- Landskampioen

1984, 1986, 1989
- Beker van Jamaica

2009, 2011
Arnett Gardens · 
Boys' Town · 
Harbour View · 
Humble Lions · 
Jamalco · 
Maverley Hughenden · 
Montego Bay United · 
Portmore United · 
Reno · 
Tivoli Gardens · 
UWI Pelicans · 
Waterhouse